# Maya Deren
Maya Deren (29. dubnajul. / 12. květnagreg. 1917, Kyjev, Ukrajina – 13. října 1961, New York, USA), vlastním jménem Eleonora Derenkovskaja, byla americká filmová režisérka, filmová teoretička, choreografka, tanečnice, básnířka, spisovatelka a fotografka.

## Životopis
Narodila se 29. dubnajul. / 12. květnagreg. 1917 v Kyjevě psychologovi Solomonu Derenkovskému a herečce Marii Fiedler. V roce 1922 se rodina přestěhovala do USA (Syracuse, New York), aby unikla antisemitským pogromům a obecnému chaosu v SSSR v důsledku revoluce. Střední školu navštěvovala v Ženevě ve Švýcarsku. V polovině 30. let navštěvovala Syracuse University, kde studovala žurnalistiku a zapojila se do protifašistické a protiválečné činnosti na akademické půdě. Později se zapsala do postgraduálního programu na Smith College v New Yorku, kde roku 1939 získala magisterský titul v oboru anglická literatura.
Deren se stala osobní asistentkou Katherine Dunham, která byla afroamerickou tanečnicí, choreografkou a antropoložkou. S tanečním souborem Dunham pak Deren cestovala po Americe. Na svých cestách byla svědkyní rasismu, a prožité události na ni udělaly hluboký dojem. Byla to právě Dunham, která Deren představila vztah mezi tancem, rituály a symboly v haitské kultuře.
Maya Deren byla třikrát vdaná. Již při studiích se provdala za Gregoryho Bardacka. V letech 1942 – 1947 byl jejím manželem Alexander Hammid (filmový režisér, imigrant původem z Čech) a jejím třetím manželem se stal Teiji Ito (zvukař, hudebník).
Zemřela v roce 1961 na krvácení do mozku způsobeným zřejmě následkem její extrémní vyhublosti. Stejně jak byl její život kontroverzní, tak i její smrt byla předmětem mnoha diskuzí. Zejména z důvodu jejích náboženských názorů ovlivněných kultem voodoo.

## Dílo
Ve svém díle byla Maya Deren ovlivněna jednak psychoanalytickými teoriemi, zážitky z cest s tanečním souborem Dunham, a především haitskou kulturou a kultem voodoo.
Ve své tvorbě se nebála být inovativní, provokativní. Nabízela jiný pohled na svět a jeho systém. Ukazovala běžné věci a jejich vztahy v symbolické rovině, a tím poukazovala na společenský systém, případně jej kritizovala.
Z genderového pohledu byla Maya Deren na svou dobu velmi pokroková, zejména co se týče zobrazení ženského těla ve filmu. Pohyb ženského těla byl v tradičním filmu tehdejší doby omezen jen na určité statické pozice. Ve filmech Mayi Deren je ženské tělo naopak neustále v pohybu. Není jen statickým objektem, nýbrž aktivním hybatelem děje. Maya Deren tak zdůrazňuje jeho akční potenciál a snaží se o zobrazení těla jako složky „ovládající“ děj, nikoliv jako složku kamerou „kontrolovanou“. Ženské tělo – resp. jeho zobrazování, nebylo ve filmových studiích nic výjimečného, avšak tradiční hollywoodská díla jej redukovala na pouhý objekt mužské sledovanosti. Bylo také velmi pokrokové, že Maya Deren režírovala. Ženy byly v té době herečky, nikoliv producentky a režisérky. Ženy si vybírala také jako spolupracovnice. Ve své tvorbě se dotýkala tematicky i queer filmu, kladla důraz na plasticitu obrazu, a v jejich dílech se objevuje bisexualita. Tělo desexualizovala, erotický náboj mají předměty ve filmu použité jako symboly.
Během svého života natočila šest filmů a několik filmů nedokončila. Za její nejznámější film, který byl oceněný jako nejslavnější americký avantgardní film, je považován její první film „Odpolední osidla“ (Meshes of the Afternoon) z roku 1943, který spolurežírovala se svým druhým manželem Hammidem. Odehrává se v jejich vlastním domě a společně v něm oba hrají. Film trvá 14 minut a je němý. Interpretace tohoto filmu byla a je předmětem mnoha diskuzí filmových kritiků. Deren zde podává děj jako sen opakující se v časové smyčce. Dojem z filmu podporuje použití kontrastu světla a stínu, a několika předmětů každodenního použití, které mají hluboký symbolický význam - velká květina, silueta spěchající po cestě, klíč od domu, nůž na chléb, vyvěšené sluchátko telefonu, gramofon s točící se deskou, zrcadlové plochy. Tyto fragmenty jsou křehce a jemně propojené v osidla skutečné a vnímané reality, jež je překvapivě a výstižně mapována z několika pohledů.
Deren v tomto filmu ukazuje vztah mezi zkušeností, pamětí, fantazií, obyčejnými předměty a násilím. Z genderového pohledu lze zdůraznit zobrazení symbolů. Ve filmu možná měla „zaznít“ kritika patriarchálního řádu. Nůž jako symbol průniku, násilí, klíče jako symbol hledání odpovědí na otázky.
Dalším známým filmem, který Deren režírovala samostatně, je „At Land“ (Na zemi), jeho délka je 15 minut a je němý. V tomto filmu mění Deren perspektivu, čas a úrovně reality do té míry, že se otázky po místě a času jeví jako zcela vedlejší. Dokonce i zápletka se někde ztrácí.
Jejími dalšími filmy jsou:
- A Study in Choreography for Camera (1945), němý film v délce 4 minut,
- Ritual in Transfigured Time (1946), němý film v délce 15 minut,
- Meditation on Violence (1948), zvukový film v délce 12 minut,
- The Very Eye of Night (1954), zvukový film v délce 15 minut,
- Jejím hlavním teoretickým dílem je An Anagram of Ideas on Art, Form and Film (1946).

## Kult voodoo
Hlavním tématem tvorby bylo pro Deren haitské náboženství voodoo. Díky stipendiu Guggenheimovy nadace odjela na Haiti, kde v letech 1947 – 1951 natáčela dokumentární film o tanci a rituálech voodoo. Film nikdy nedokončila a místo toho napsala unikátní knihu o haitské mytologii Divine Horseman: Voodoo Gods of Haiti (1953). Jedná se o etnografickou studii – první rozsáhlé dílo o mytologii voodoo. Její původní záměr nezaujatě vědecky zkoumat místní rituály narušila její aktivní participace na nich. Nechala se zasvětit jako kněžka voodoo a poté v New Yorku začala vystupovat jako kněžka obdařená mocí žehnat svým přátelům nebo je naopak proklít.

## Hlavní přínos
Maya Deren je považována za zakladatelku amerického avantgardního filmu. Natočila nezávislé filmy nezatížené normami. Sama o nich prohlašovala, že stojí stejně jako v Hollywoodu rtěnka. Její představa pohybu jako meditace, kterou zkoumala ve svých choreografiích, a která ji později přivedla k voodoo, svědčí o hledání, jež vede za zdánlivou povahu věcí a ukazuje na spiritualitu, která za jejího života vyvolávala spíše údiv než obdiv.
Dnes představuje Maya Deren symbiózu vysokého intelektu a vášnivé tělesnosti. To z ní učinilo v 80. letech ikonu ženského hnutí, ale stejně tak charismatické ztělesnění klasické avantgardy.
Vypracovala provokativní teorii týkající se filmování – formy a výrazové rozlišení mezi „horizontální“ kinematografií, zdůrazňující zápletku a děj a její „vertikální“ podobou, která zkoumá štěpení okamžiku a klade přitom důraz nikoli na to, co se právě odehrává, nýbrž na pocity, jež dané sdělení vyvolává a jejich význam.
Založila nadaci Creative Film Foundation, která podporuje nezávislé filmové tvůrce.
Od roku 1986 uděluje American Film Institute Ceny Mayi Deren.